# 日東航空つばめ号墜落事故
日東航空つばめ号墜落事故（にっとうこうくうつばめごうついらくじこ）は、1963年（昭和38年）5月1日に発生した航空事故である。

## 事故の概要
大阪空港から徳島へ向かっていた日東航空（日本エアシステムなどを経て現在の日本航空）のDHC-3オッター水陸両用旅客機「つばめ号」（機体記号JA3115）が淡路島の兵庫県三原郡南淡町（現在の南あわじ市）にある諭鶴羽山に墜落したのは、1963年5月1日8時56分ごろであった。つばめ号は8時11分に大阪を離陸したが、濃霧の中を飛行していたため航路を誤り、諭鶴羽山中腹の標高約300m地点に墜落し大破炎上した。事故機は1958年4月に新造機で購入した機体で、事故の1か月ほど前にオーバーホールした時点では何も問題はなかったという。
事故の連絡を受け、所管の三原署は警察車両5台を現場に向かわせると共に、近くの南淡中学校に現地対策本部を立ち上げた。
運航乗務員2名は操縦席左右のハッチから脱出して救助されたが、乗客の9名全員が犠牲となった。乗客は着席してシートベルトを締めたままだった事もあり、火の回りが速く逃げ出す余裕がなかったためとされた。遺体は洲本で荼毘に付されたあと各遺族へ引き渡された。日東航空は5月6日に大阪市北区の東本願寺で合同葬儀を行うと発表したが、一部の遺族はこれに反対した。
なお、機長の業務上過失致死傷、航空法違反について大阪高裁で有罪判決が下されたが、最高裁は上告を棄却した。航空事故に関する裁判としては最高裁では最初のものである。